# Roksana Zasina
Roksana Marta Zasina (* 21. August 1988 in Łódź) ist eine polnische Ringerin. Sie wurde 2013 Europameisterin in der Gewichtsklasse bis 51 kg Körpergewicht.

## Werdegang
Roksana Zasina begann als Jugendliche im Jahre 2003 mit dem Ringen. Sie gehört dem Sportclub ZTA Zgierz an und wird von Marian Filipowicz trainiert. Sie ist Studentin und lebt z. Zt. vom Ringen. Bei einer Größe von 1,64 Metern ringt sie abwechselnd in den Gewichtsklassen bis 51 kg bzw. 55 kg in dem bei den Frauen üblichen freien Stil.
Ihre ersten herausragenden Ergebnisse erzielte sie im Jahre 2008. Sie wurde in diesem Jahr polnische Junioren-Vizemeisterin in der Gewichtsklasse bis 51 kg. Im gleichen Jahr wurde sie dann auch bei der Junioren-Weltmeisterschaft in Istanbul in der gleichen Gewichtsklasse eingesetzt und kam dort auf den 8. Platz. Im Oktober 2010 nahm sie an der Weltmeisterschaft der Frauen in Tokio teil, kam dort aber als Neuling nur auf den 16. Platz.
2009 belegte sie bei der polnischen Meisterschaft der Frauen den 3. Platz. Im September 2009 war sie bei der Weltmeisterschaft der Frauen in Herning/Dänemark in der Gewichtsklasse bis 51 kg am Start und erreichte dort den 12. Platz. 2010 wurde sie erstmals polnische Meisterin in der Gewichtsklasse bis 55 kg. Bei der Weltmeisterschaft 2010 in Moskau startete sie aber wieder in der Gewichtsklasse bis 51 kg und siegte dort über Babita Kumari, Indien und Jessica Medina, Vereinigte Staaten. Danach unterlag sie gegen Yu Horiuchi aus Japan und im Kampf um eine Bronzemedaille auch gegen die Weltmeisterin von 2009 Sofia Mattsson aus Schweden, belegte damit den 5. Platz.
2011 war Roksana Zasina bei der Europameisterschaft in Dortmund am Start, verlor dort aber ihren zweiten Kampf gegen Jekaterina Krasnowa aus Russland. Da diese den Endkampf nicht erreichte, schied sie aus und kam nur auf den 9. Platz. Bei der Weltmeisterschaft 2011 wurde sie nicht eingesetzt. Bei der Europameisterschaft 2012 verpasste sie mit einem 5. Platz knapp die Medaillenränge. Im Kampf um eine Bronzemedaille verlor sie dabei gegen Ana Maria Paval aus Rumänien. Für die Teilnahme an den Olympischen Spielen in London konnte sie sich nicht qualifizieren. Sie ging aber bei der Weltmeisterschaft 2012 in Stathcoona County/Kanada an den Start, verlor dort aber nach einem gewonnenen Kampf gegen Alyssa Lampe aus den Vereinigten Staaten und erreichte den 8. Platz.
Den größten Erfolg in ihrer bisherigen Laufbahn erzielte Roksana Zasina dann bei der Europameisterschaft 2013 in Tiflis, denn sie gewann dort in der Gewichtsklasse bis 51 kg mit Siegen über Eileen Friedrich, Deutschland, Isabelle Pascale Ladeveze, Frankreich, Jekaterina Krasnowa und Estera Dobre, Rumänien den Europameistertitel.
Ihren größten Erfolg bei Weltmeisterschaften konnte Zasina 2017 in Paris verbuchen, wo sie in der Gewichtsklasse bis 53 kg eine Bronzemedaille holte.
Roksana Zasina wurde in den Jahren 2010 bis 2012 auch dreimal in Folge polnische Meisterin in den Gewichtsklassen bis 51 bzw. 55 kg Körpergewicht.

## Internationale Erfolge
| Jahr | Platz | Wettbewerb                                    | Gewichtsklasse | Ergebnisse |
| ---- | ----- | --------------------------------------------- | -------------- | --- |
| 2008 | 8.    | Klippan Lady Open                             | bis 51 kg      | Siegerin: Anna Trusowa, Russland vor Sabrina Magnusson, Schweden                                                               |
| 2008 | 11.   | Austrian Lady Open in Götzis                  | bis 55 kg      | Siegerin: Anna Gomis, Frankreich vor Anna Swyridowska, Polen                                                                   |
| 2008 | 8.    | Junioren-EM in Istanbul                       | bis 51 kg      | Siegerin: Yu Horiuchi, Japan vor Jekaterina Krasnowa, Russland                                                                 |
| 2008 | 16.   | WM in Tokio                                   | bis 51 kg      | Siegerin: Hitomi Obara, Japan vor Marina Markewitsch, Weißrussland                                                             |
| 2009 | 5.    | Klippan Lady Open                             | bis 51 kg      | hinter Anna Trusowa, Renata Omilusik, Polen, Jessica Medina und Patricia Miranda, beide USA                                    |
| 2009 | 5.    | Großer Preis von Deutschland in Dormagen      | bis 51 kg      | hinter Jessica MacDonald, Kanada, Walerija Tschepsarakowa, Russland, Sofia Mattsson, Schweden und Jekaterina Krasnowa          |
| 2009 | 10.   | Austrian Lady Open in Götzis                  | bis 51 kg      | Siegerin: Yuri Kai, Japan vor Genevieve Haley, Kanada                                                                          |
| 2009 | 12.   | WM in Herning/Dänemark                        | bis 51 kg      | Siegerin: Sofia Mattsson vor Han Kum-Ok, Nordkorea                                                                             |
| 2010 | 5.    | Klippan Lady Open                             | bis 55 kg      | Siegerin: Tatjana Padilla Suarez, USA vor Chiho Hamada, Japan                                                                  |
| 2010 | 5.    | WM in Moskau                                  | bis 51 kg      | nach Siegen über Babita Kumari, Indien und Jessica Medina und Niederlagen gegen Yu Horiuchi und Sofia Mattsson                 |
| 2010 | 3.    | "Yasar-Dogu"-Memorial in Istanbul             | bis 51 kg      | hinter Estera Dobre und Mihaela Munteanu, beide Rumänien                                                                       |
| 2011 | 9.    | EM in Dortmund                                | bis 51 kg      | nach einem Sieg über Nadine Tokar, Schweiz und einer Niederlage gegen Jekaterina Krasnowa                                      |
| 2011 | 5.    | Großer Preis von Deutschland in Dormagen      | bis 55 kg      | hinter Tonya Verbeek, Kanada, Anna Gomis, Samantha Stewart, Kanada und Maite Piva, Frankreich                                  |
| 2011 | 11.   | Großer Preis von Spanien in Madrid            | bis 55 kg      | Siegerin: Tonja Verbeek vor Simona Corbani, Italien                                                                            |
| 2011 | 14.   | Poland-Open in Tarnowo Podgorna               | bis 55 kg      | Siegerin: Maria Gurowa, Russland vor Agata Pietrzyk, Polen                                                                     |
| 2012 | 7.    | "Dan Kolow & Nikola Petrow"-Memorial in Sofia | bis 55 kg      | Siegerin: Sofia Mattsson vor Ana Maria Paval                                                                                   |
| 2012 | 3.    | Klippan-Golden-Grand-Prix                     | bis 55 kg      | hinter Sofia Mattsson und Katarzyna Krawczyk, Polen                                                                            |
| 2012 | 5.    | EM in Belgrad                                 | bis 55 kg      | hinter Nataliya Sinişin, Ukraine, Sofia Mattsson, Maria Gurowa und Ana Maria Paval, Rumänien                                   |
| 2012 | 14.   | Olympia-Qualif.-Turnier in Taiyuan/China      | bis 55 kg      | Siegerin: Han Kum-Ok vor Sündewiin Bjambatseren, Mongolei                                                                      |
| 2012 | 5.    | Poland-Open in Ratibor                        | bis 51 kg      | Siegerin: Samira Rachmanowa vor Alena Adaschinskaja, beide Russland                                                            |
| 2012 | 2.    | Großer Preis von Spanien in Madrid            | bis 51 kg      | hinter Jekaterina Krasnowa, vor Jessica MacDonald, Kanada und K. Jakowlinko, Kasachstan                                        |
| 2012 | 3.    | Golden-Grand-Prix in Baku                     | bis 51 kg      | hinter Yu Miyahara, Japan und Angela Dorogan, Aserbaidschan                                                                    |
| 2012 | 8.    | WM in Strathcoona County/Kanada               | bis 51 kg      | nach einem Sieg über Dawaasüchiin Otgontsetseg, Mongolei und einer Niederlage gegen Alyssa Lampe, USA                          |
| 2012 | 4.    | "Moscow Lights"                               | bis 51 kg      | hinter Julija Blahynja, Ukraine, Angela Dorogan und Alena Adschinskaja                                                         |
| 2013 | 7.    | Flatz-Open in Wolfurth/Österreich             | bis 55 kg      | Siegerin: Emese Barka, Ungarn vor Katarzyna Krawczyk                                                                           |
| 2013 | 3.    | Intern. Turnier in Kiew                       | bis 51 kg      | hinter Tatjana Lasarjewa und Lilija Horischna, beide Ukraine                                                                   |
| 2013 | 1.    | EM in Tiflis                                  | bis 51 kg      | nach Siegen über Eileen Friedrich, Deutschland, Isabelle Pascale Ladeveze, Frankreich, Jekaterina Krasnowa und Estera Dobre    |
| 2013 | 11.   | WM in Budapest                                | bis 51 kg      | nach einem Sieg über Zulfia Yakhyarova, Kasachstan und einer Niederlage gegen Victoria Anthony aus den Vereinigten Staaten     |
| 2014 | 20.   | WM in Taschkent                               | bis 53 kg      | nach einer Niederlage gegen Natalja Malyschewa aus Russland                                                                    |
| 2015 | 2.    | Europaspiele in Baku                          | bis 53 kg      | Finalniederlage gegen Anjela Doroqan, Aserbaidschan                                                                            |
| 2015 | 10.   | WM in Paradise                                | bis 58 kg      | nach einem Sieg über Pham Thi Loan aus Vietnam und einer Niederlage gegen Mimi Christowa, Bulgarien                            |
| 2016 | 3.    | EM in Riga                                    | bis 55 kg      | hinter Irina Ologonowa, Russland, und Tetjana Kit aus der Ukraine                                                              |
| 2016 | 12.   | WM in Budapest                                | bis 55 kg      | nach einer Niederlage gegen Ajym Äbdildina aus Kasachstan                                                                      |
| 2017 | 7.    | EM in Novi Sad                                | bis 53 kg      | Sieg gegen Emma Brobeck, Schweden, und Niederlage gegen Maria Prevolaraki, Griechenland                                        |
| 2017 | 3.    | WM in Paris                                   | bis 53 kg      | nach einer Halbfinalniederlage gegen Mayu Mukaida aus Japan und einen Sieg gegen Pak Yong-mi, Nordkorea                        |
| 2018 | 2.    | EM in Kaspijsk                                | bis 55 kg      | nach Siegen über Anna Wojtowa, Ukraine, Bediha Gün, Türkei und nach der Finalniederlage gegen Iryna Kuratschkina, Weißrussland |
| 2018 | 13.   | WM in Budapest                                | bis 55 kg      | nach einer Niederlage gegen Tetjana Kit                                                                                        |
| 2019 | 5.    | EM in Bukarest                                | bis 53 kg      | nach Siegen über Florine Schedler aus Österreich und Zeynep Yetgil, Türkei, und einer Niederlage gegen Wanessa Kaladsinskaja   |
| 2019 | 5.    | WM in Nur-Sultan                              | bis 53 kg      | nach Siegen über Lulia Leorda und Lienna de la Caridad Montero, Kuba, sowie eine Niederlage gegen Pang Qianyu aus China        |
| 2021 | 2.    | EM in Warschau                                | bis 55 kg      | Finalniederlage gegen Stalwira Sorschusch aus Russland                                                                         |

## Erläuterungen
- alle Wettbewerbe im freien Stil
- WM = Weltmeisterschaft, EM = Europameisterschaft